# Бад-Рагац
Бад-Рагац (нім. Bad Ragaz) — громада  в Швейцарії в кантоні Санкт-Галлен, виборчий округ Зарганзерланд.  Курорт за годину їзди поїздом від Цюриха. Знаходиться на висоті 1000 м над рівнем моря.
Місце смерті Шеллінга.

## Географія
Громада розташована на відстані близько 160 км на схід від Берна, 50 км на південь від Санкт-Галлена.
Бад-Рагац має площу 25,4 км², з яких на 11,6% дозволяється будівництво (житлове та будівництво доріг), 43,6% використовуються в сільськогосподарських цілях, 33,8% зайнято лісами, 11% не є продуктивними (річки, льодовики або гори).

## Демографія

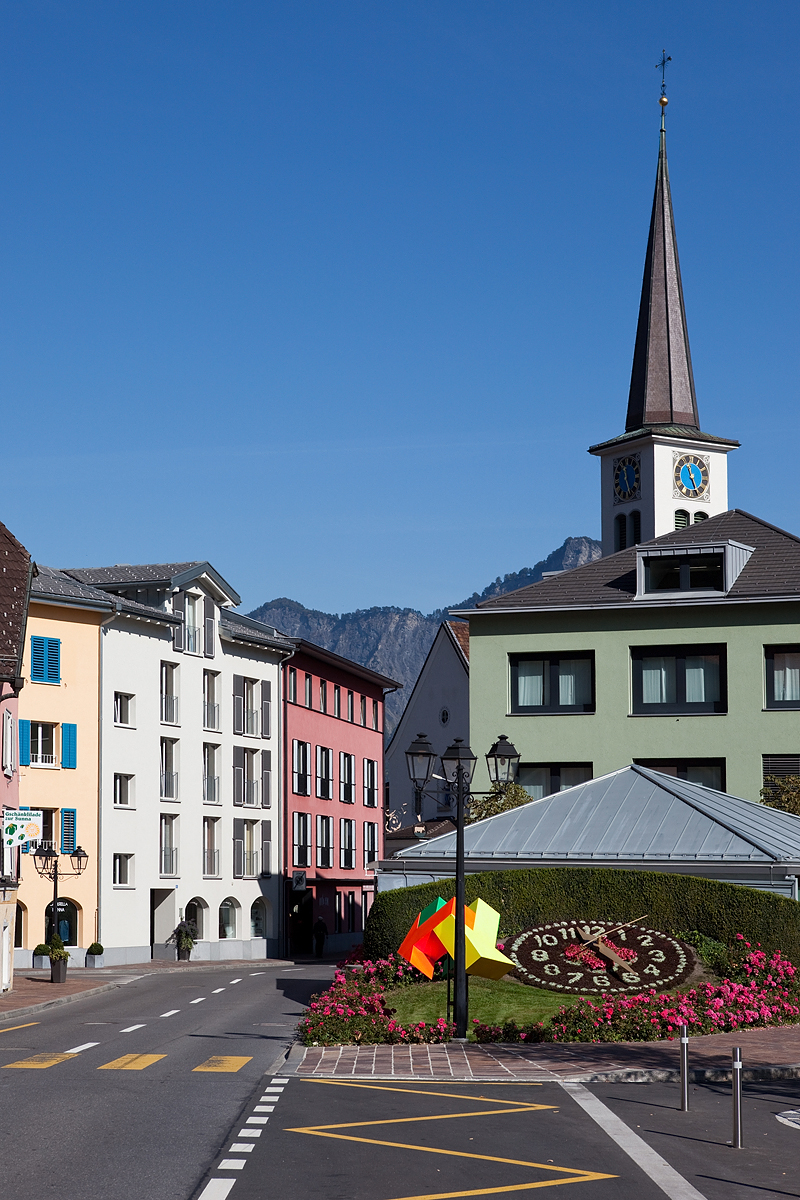
Бартоломеплац

2019 року в громаді мешкало 6264 особи (+17,1% порівняно з 2010 роком), іноземців було 29,5%. Густота населення становила 247 осіб/км².
За віковим діапазоном населення розподілялося таким чином: 17,2% — особи молодші 20 років, 62,2% — особи у віці 20—64 років, 20,6% — особи у віці 65 років та старші. Було 2941 помешкань (у середньому 2,1 особи в помешканні).
Із загальної кількості 3548 працюючих 96 було зайнятих в первинному секторі, 826 — в обробній промисловості, 2626 — в галузі послуг.

## Grand Resort Bad Ragaz
Найбільшим курортом Бад-Рагацу є Grand Resort Bad Ragaz. До складу комплексу входить 5* готель, мішленівський ресторан та казіно.

## Транспорт

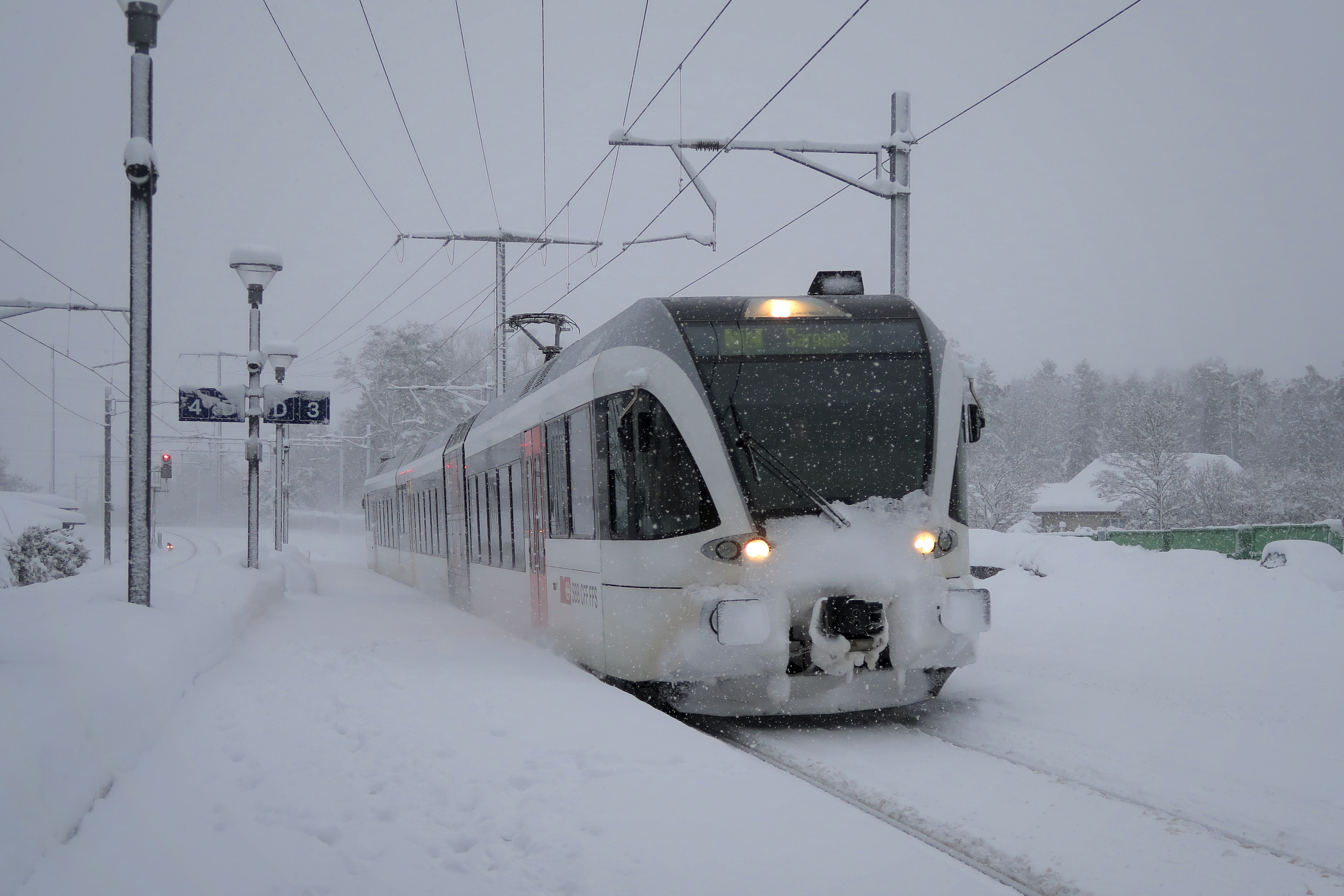
Потяг у хуртовину у січні 2017 року
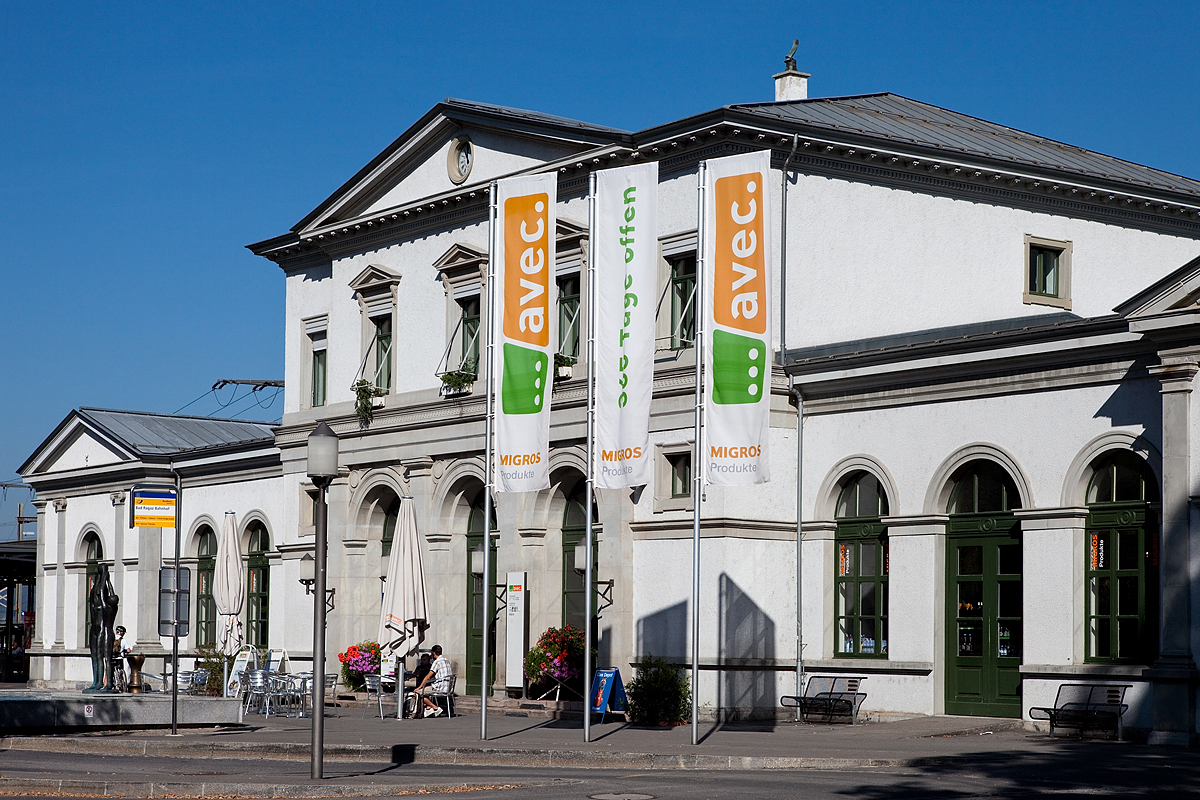
Залізнична станція
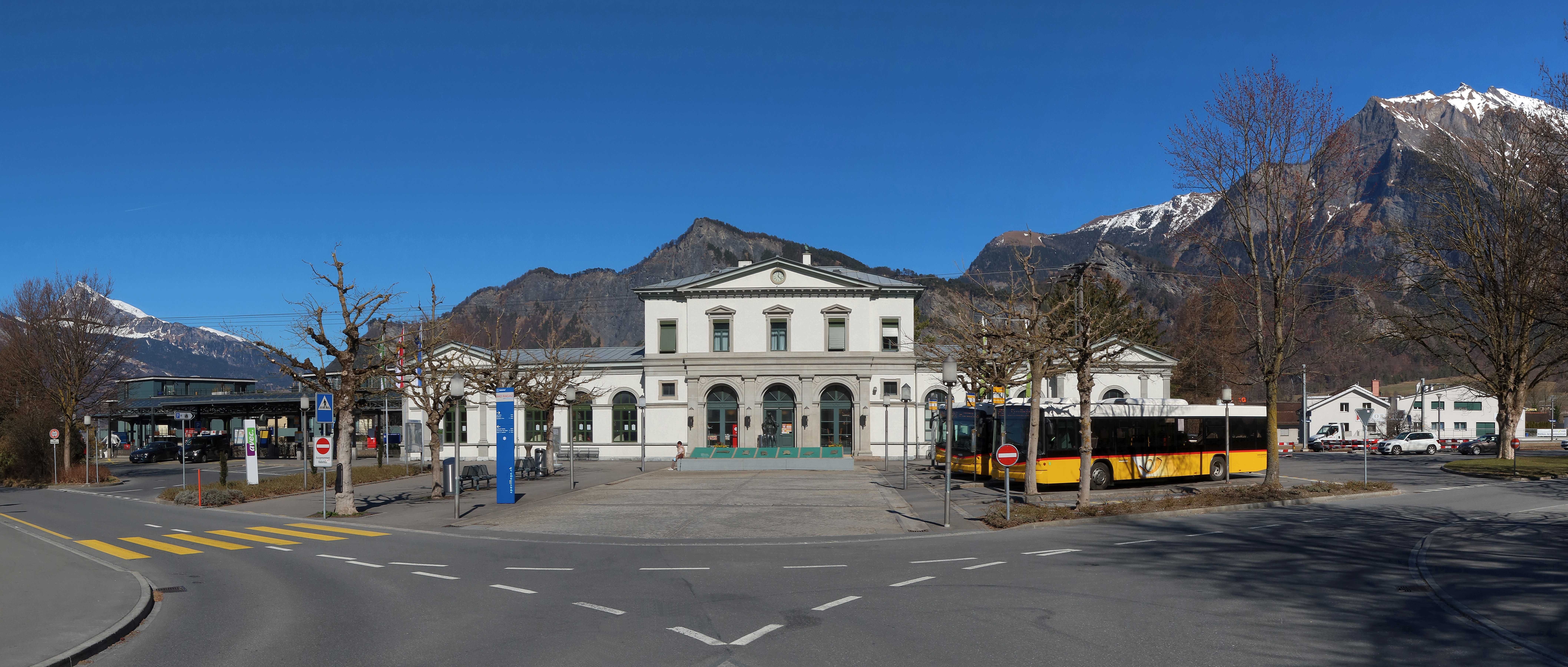
Станція і автовокзал
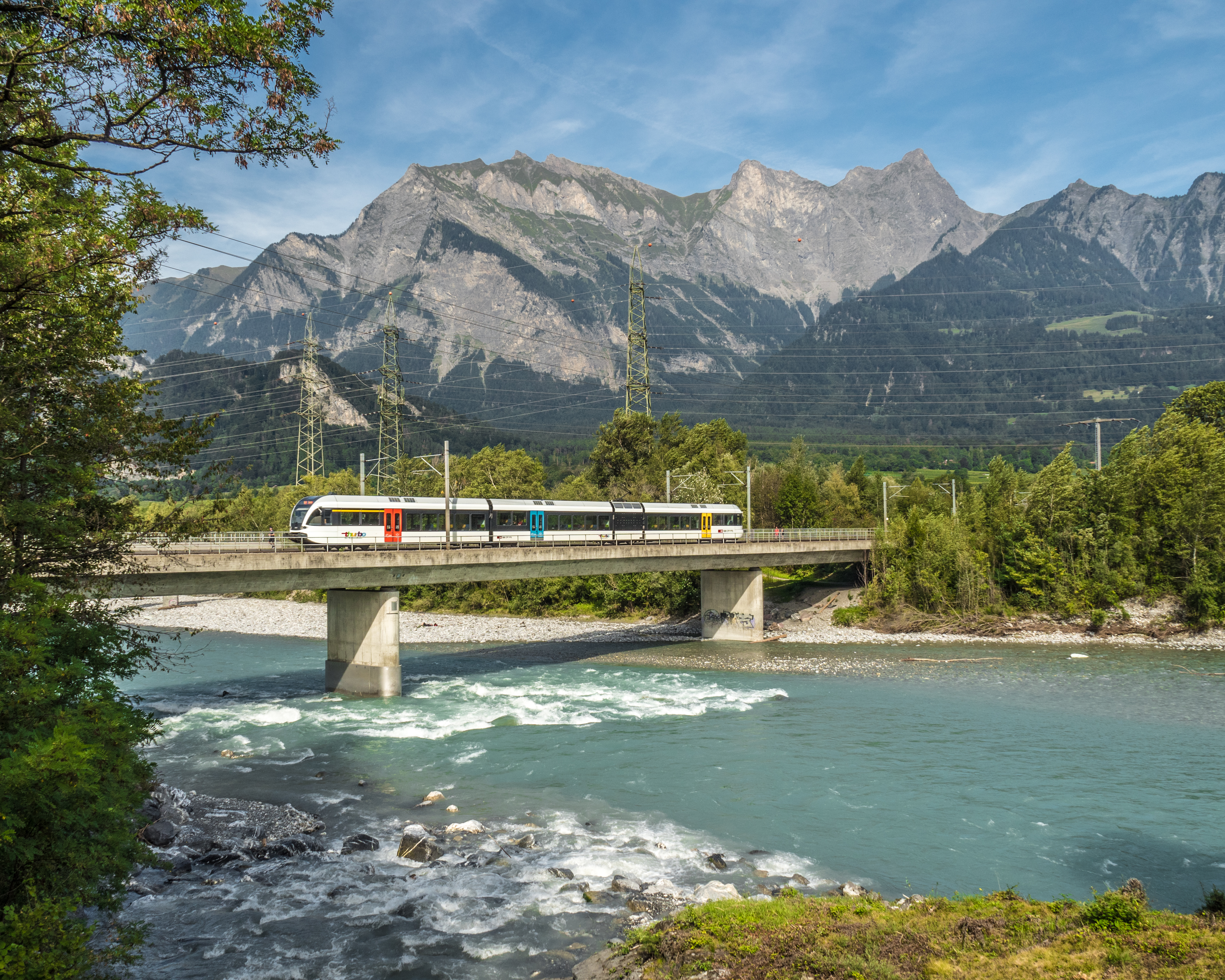
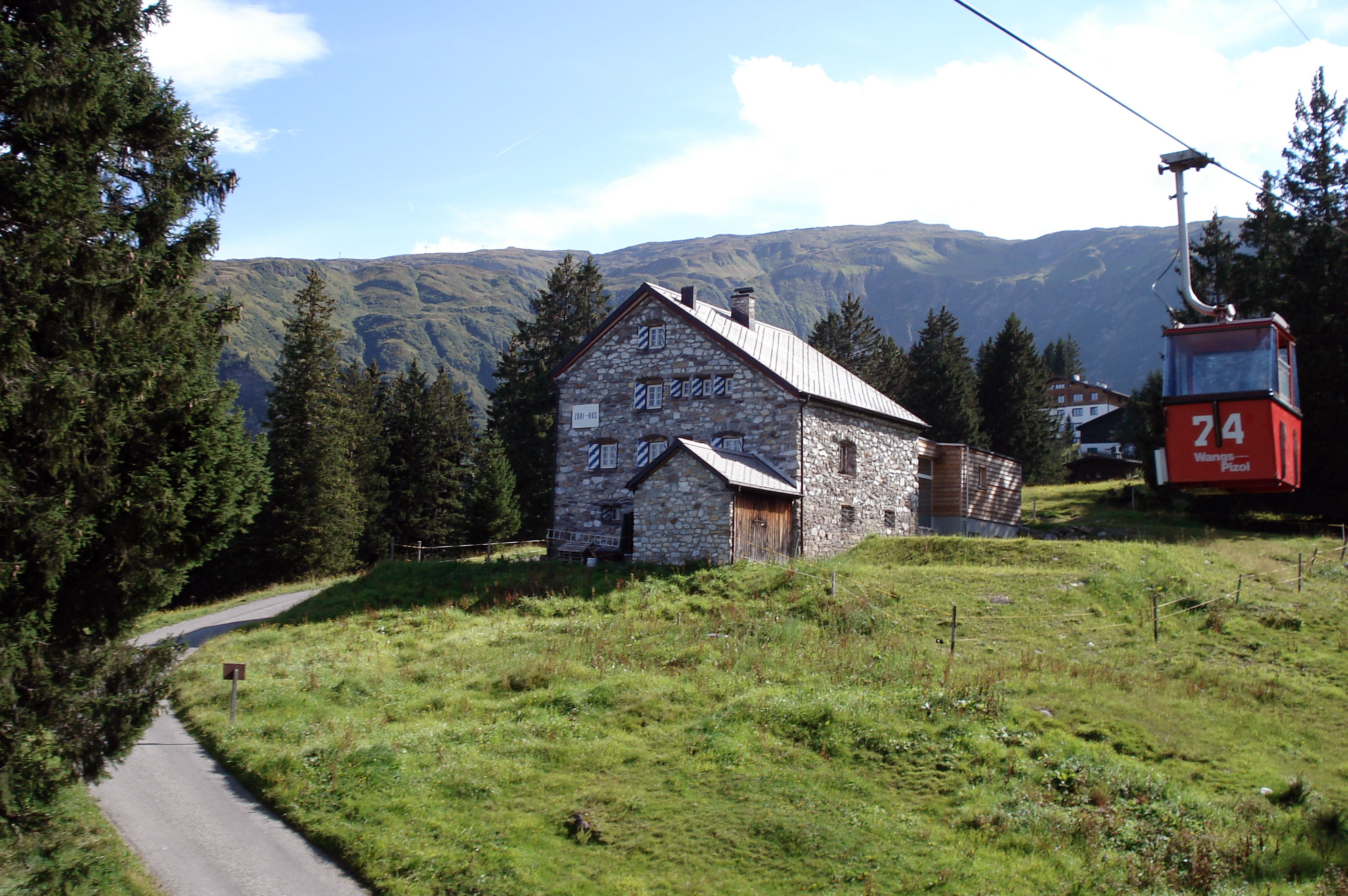
Підйомник на гору Піцол
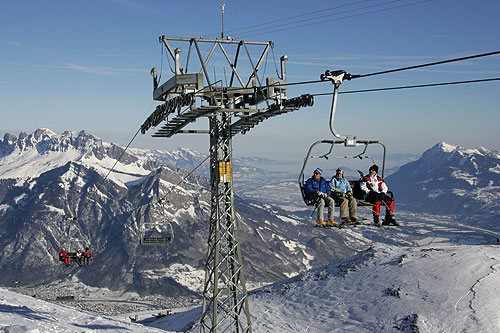
Підйомник на гору
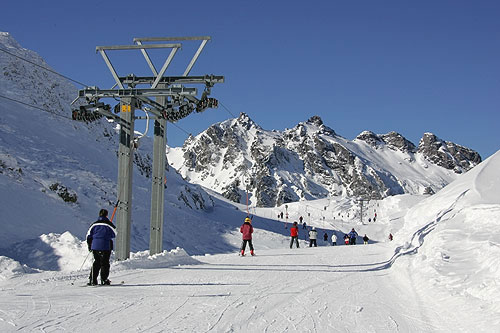
Лижники
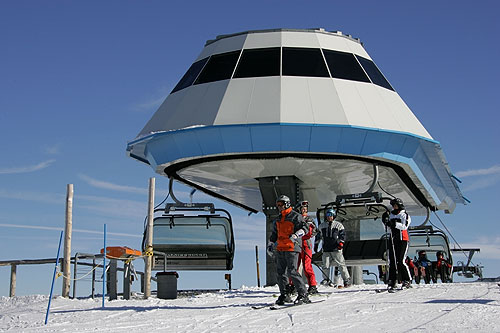
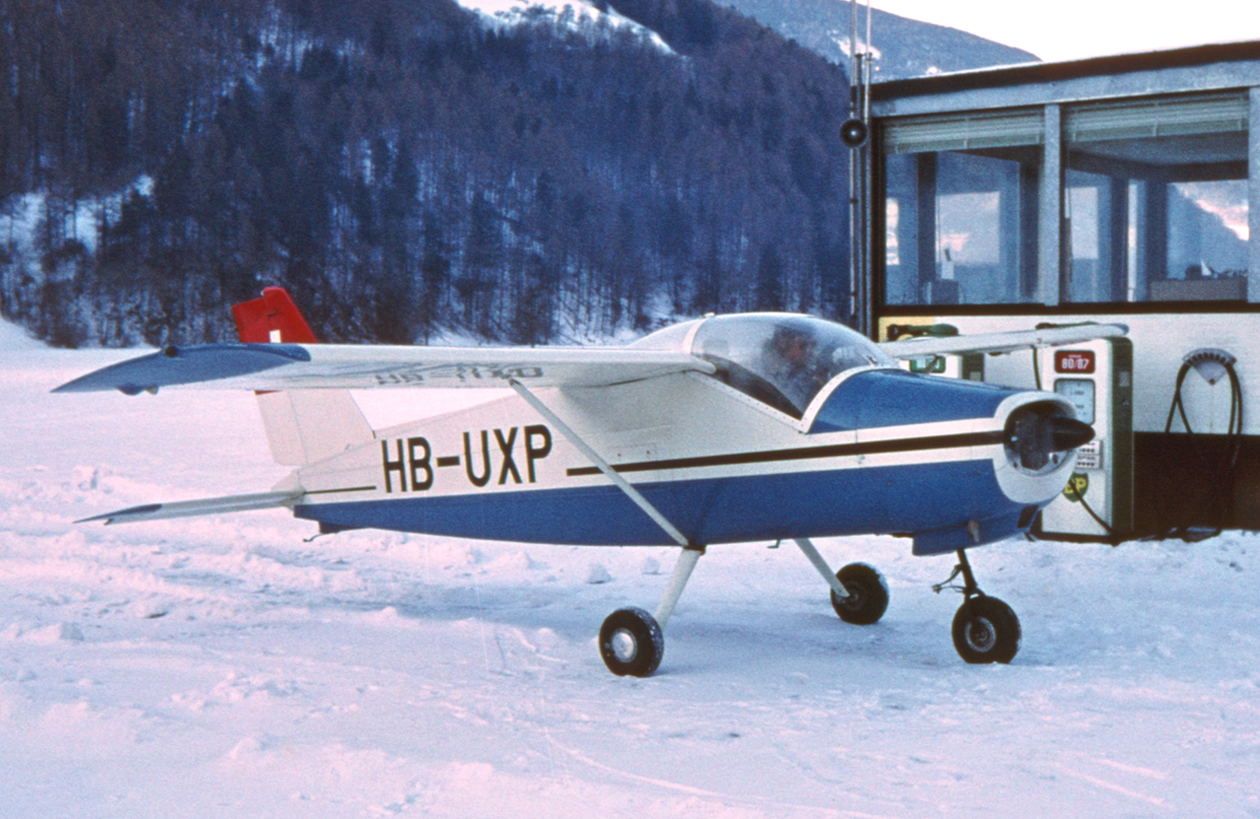
Аеродром
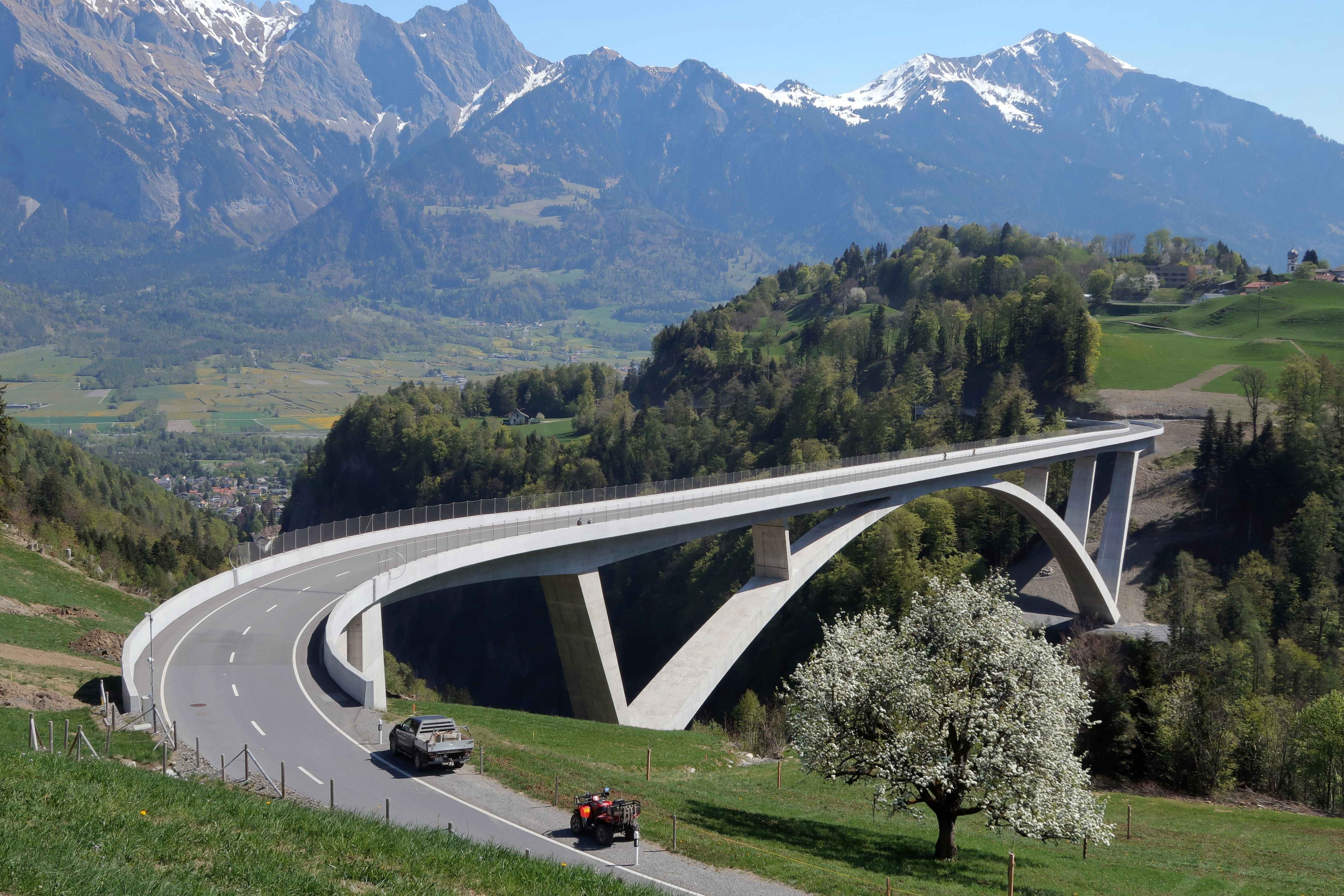
Міст Рфеферс-Валенс

У Бад-Рагаці є залізнична станція і біля неї автовокзал. Перший потяг зупинився на залізничній станції 30 липня 1858 року. Біля Бад-Рагацу діє підйомник для туристів та лижників на гору Піцол.
На полі, за межами містечка, діє місцевий аеродром для легких літаків та планерів.

## Релігія
У Бад-Рагаці є кілька церков

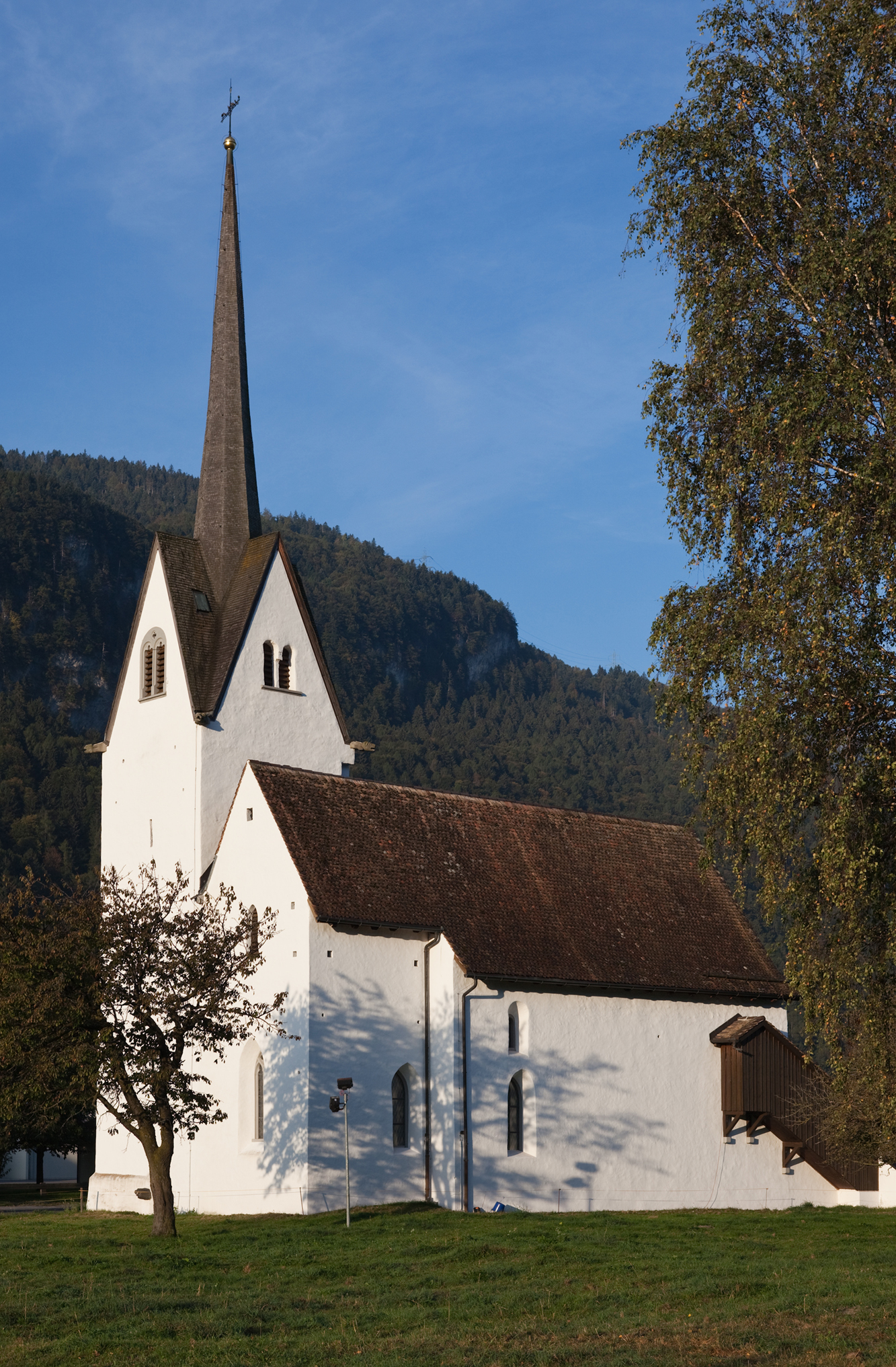
Капелла св. Леонарда
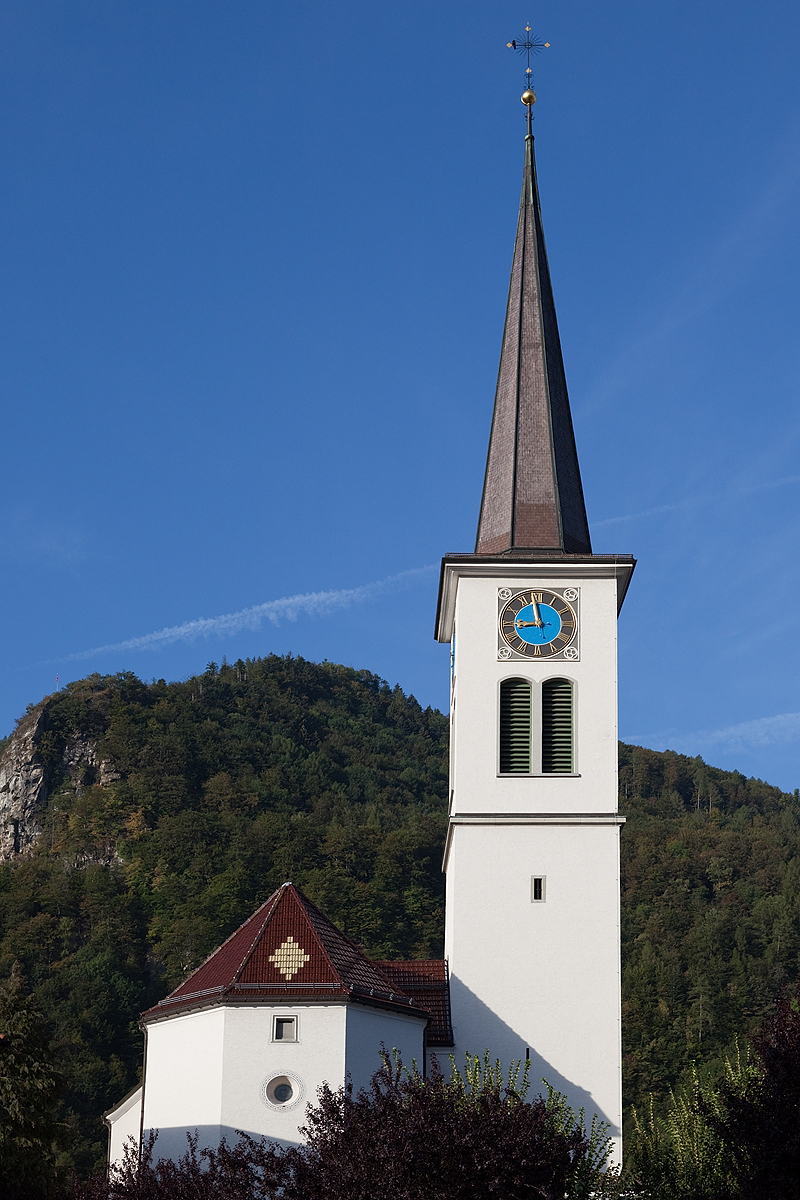
Католицька кірха в Бад-Рагаці
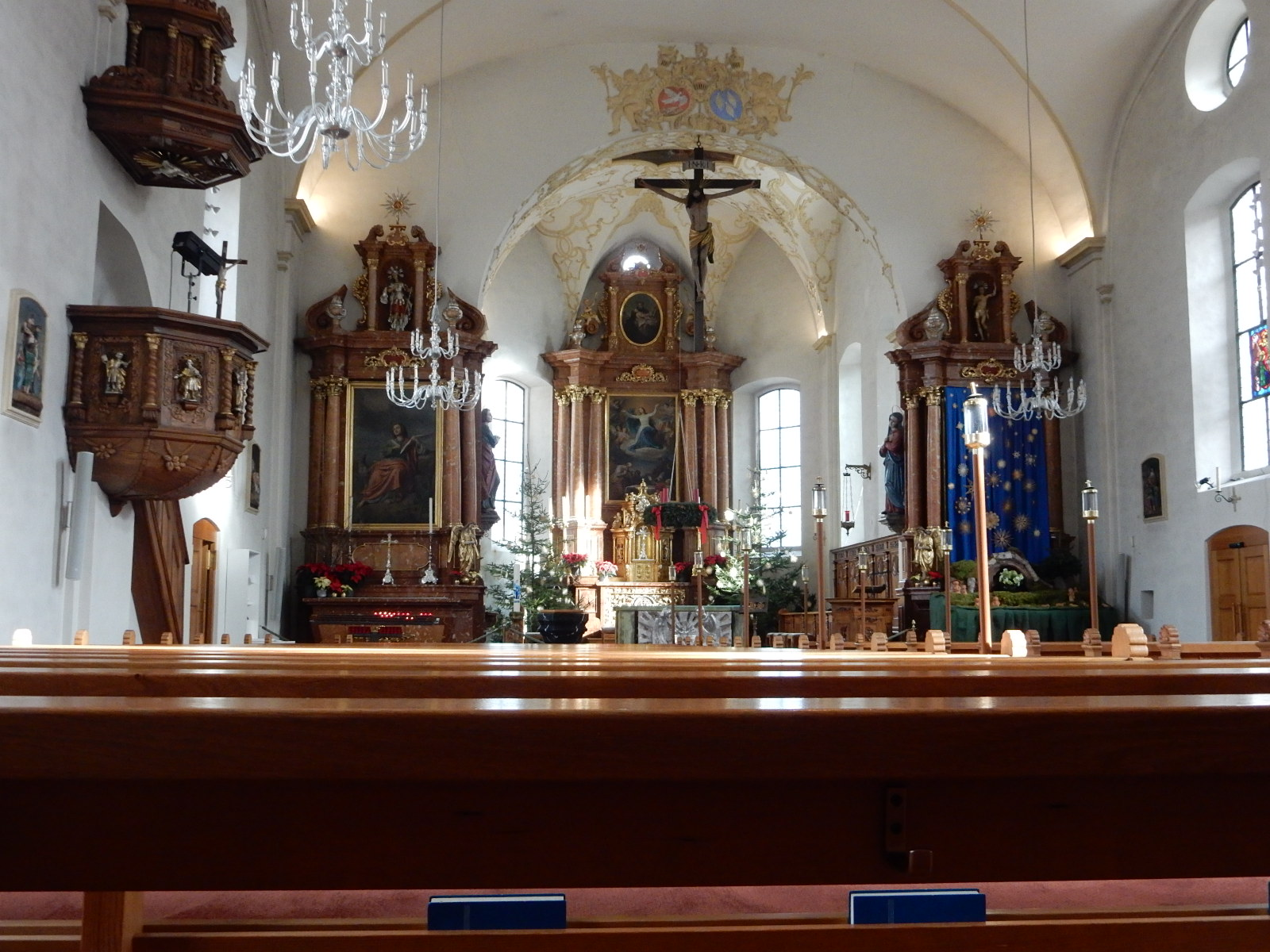
Всередині католицької кірхи
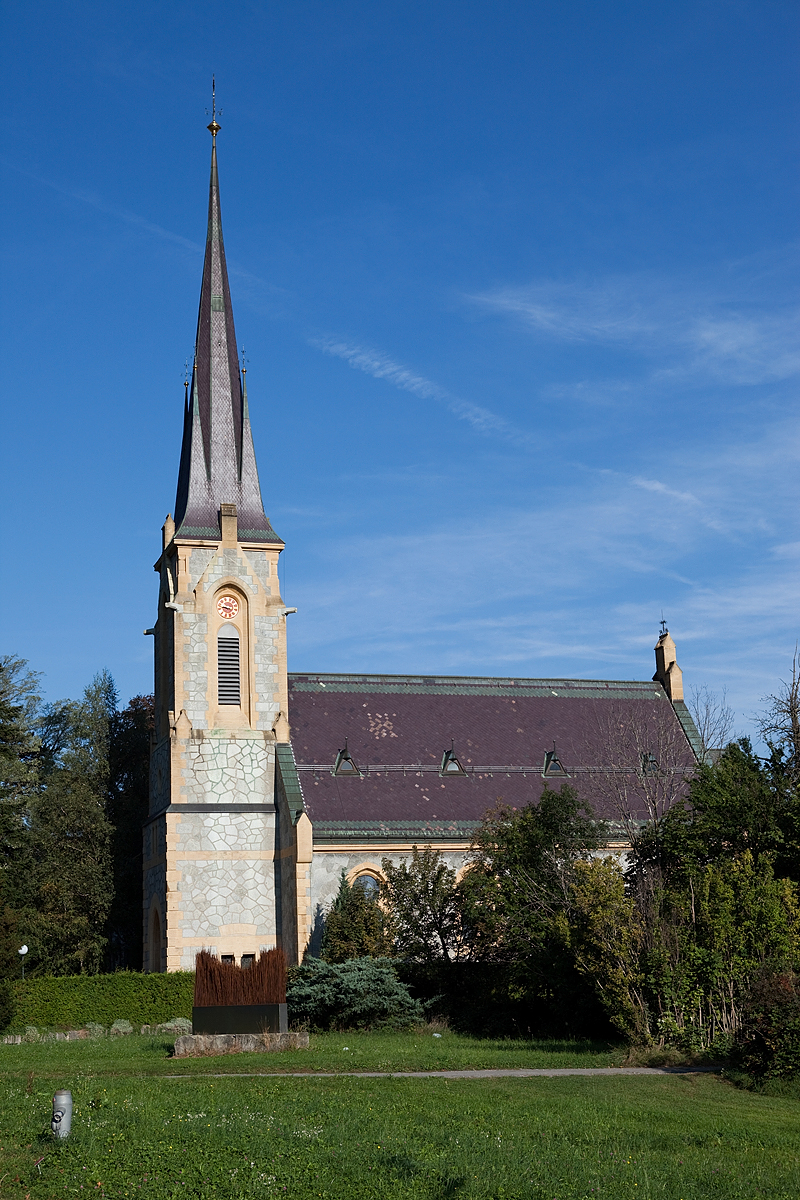
Реформаторська кірха (1890)

## Галерея

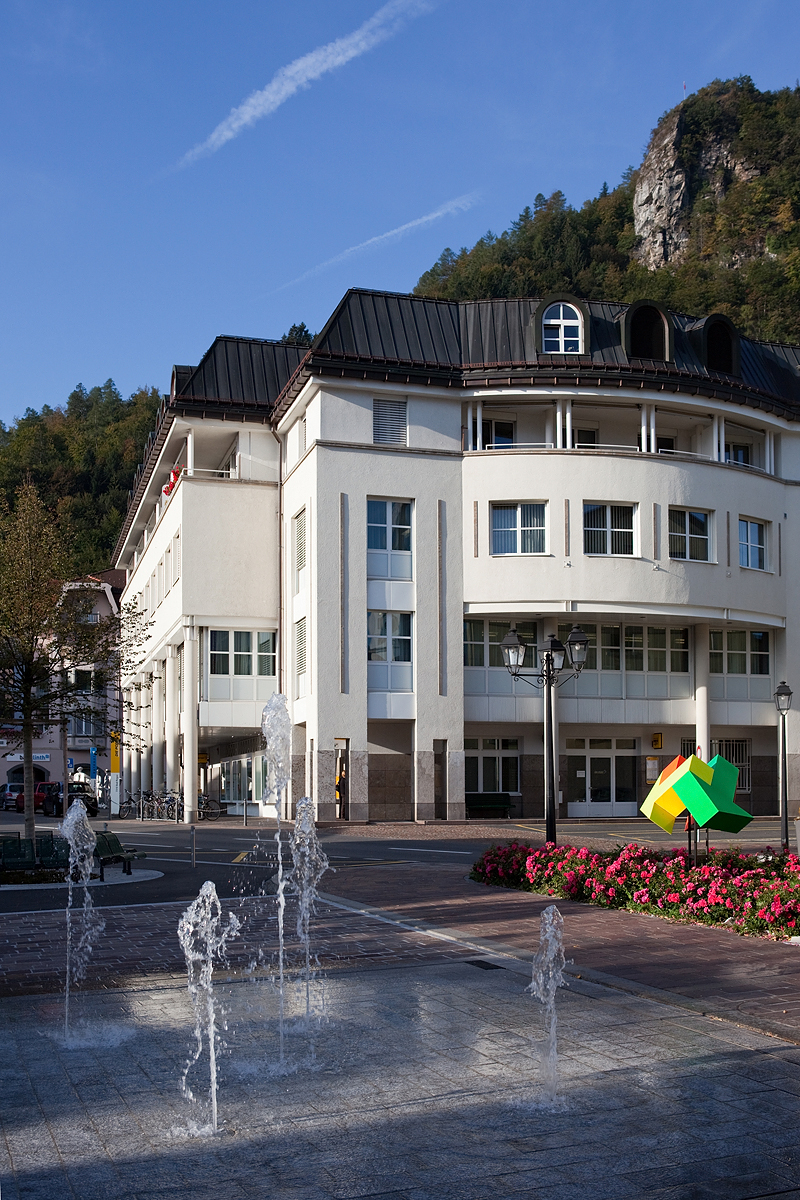
Міськрада
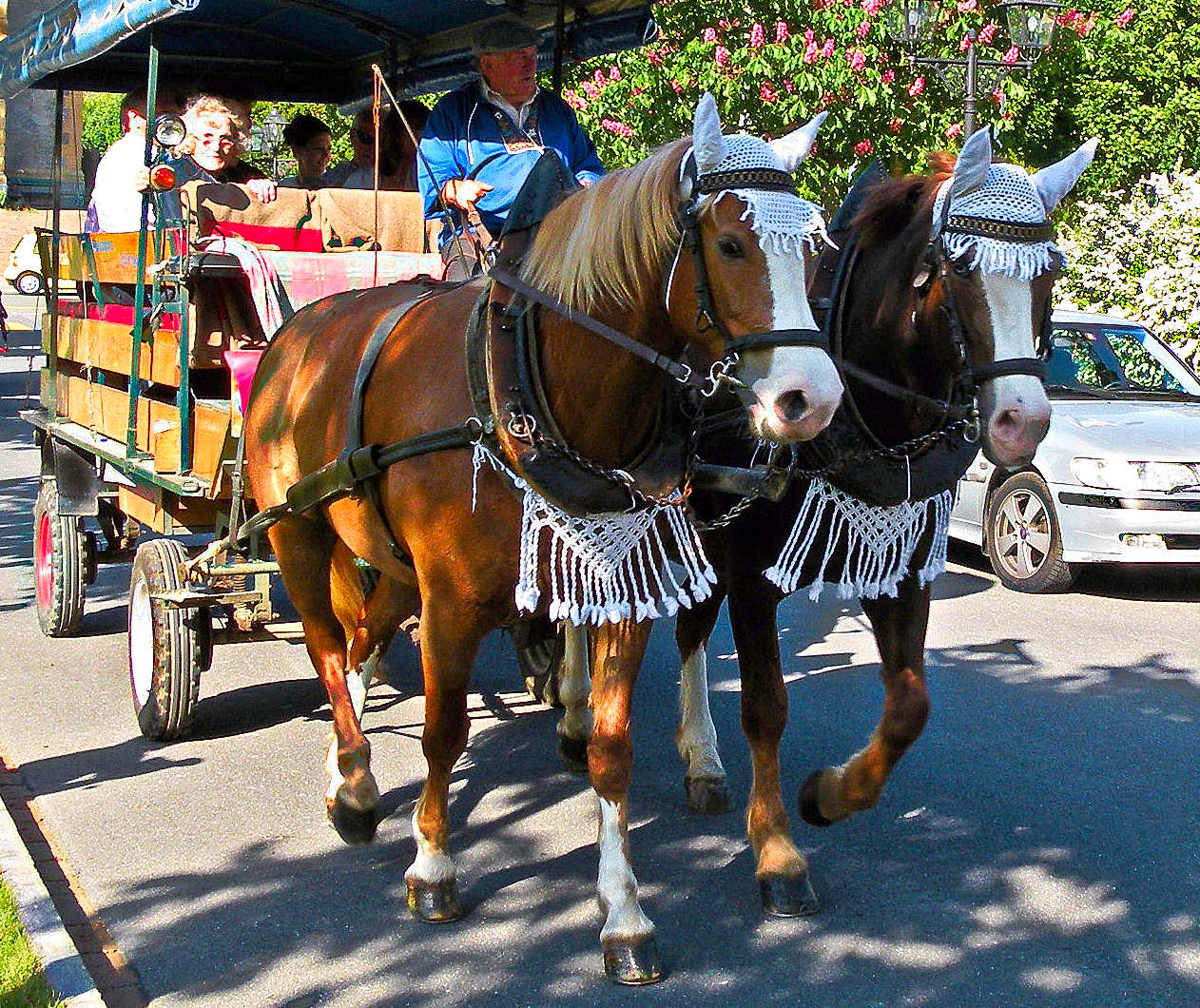
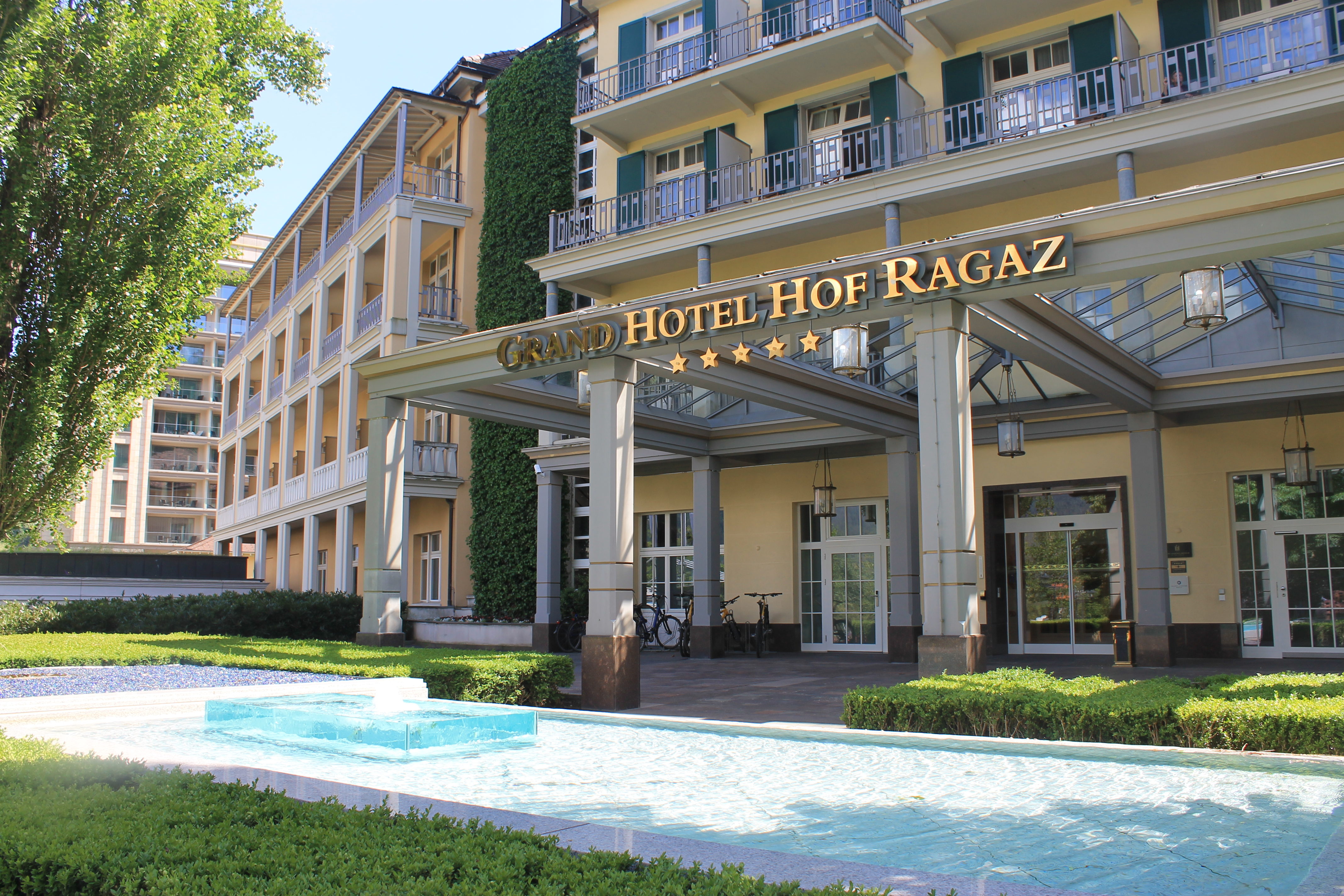
Grand Resort Bad Ragaz Grand Hotel 5*
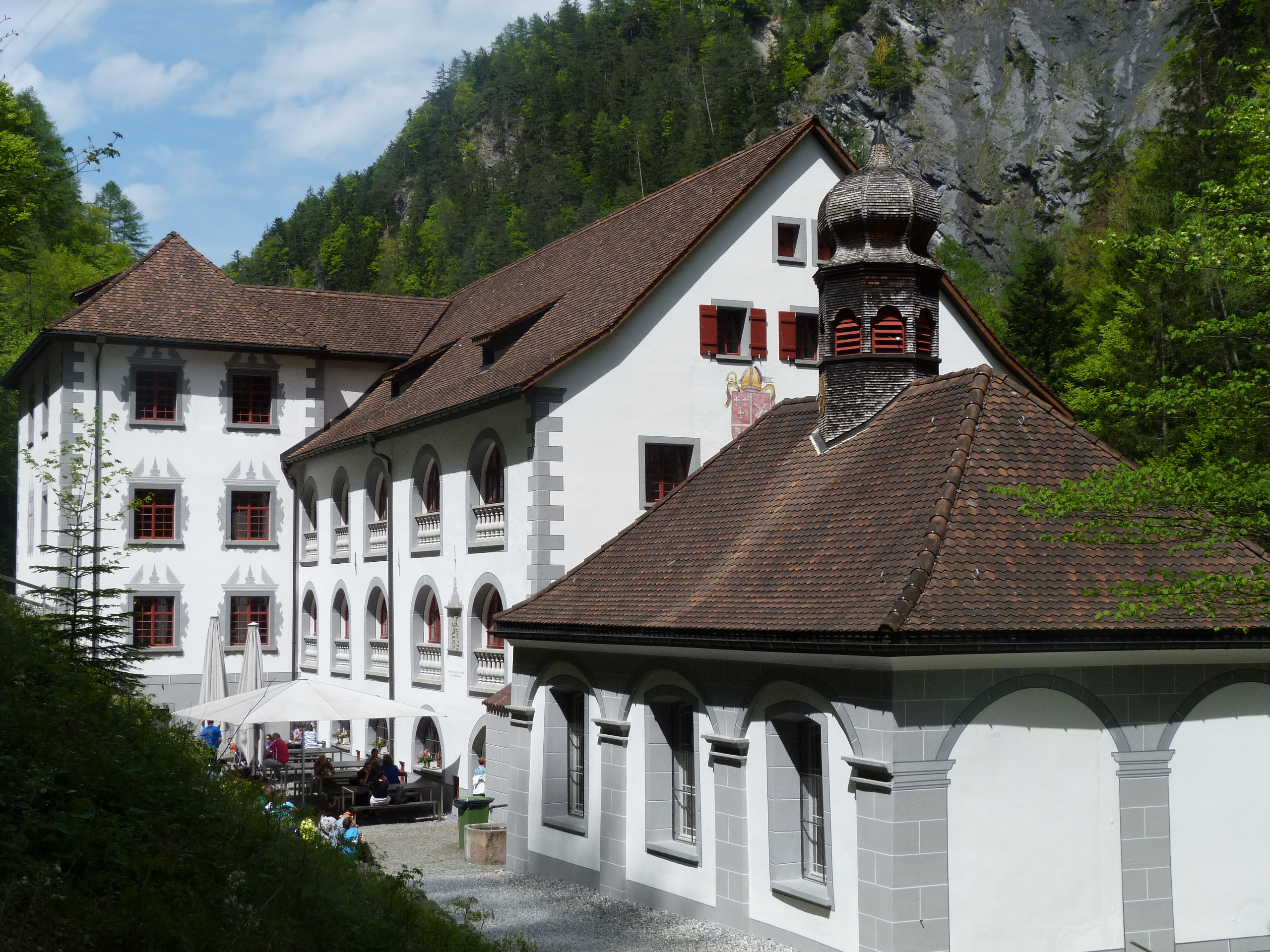
Альтесбад Пфеферс
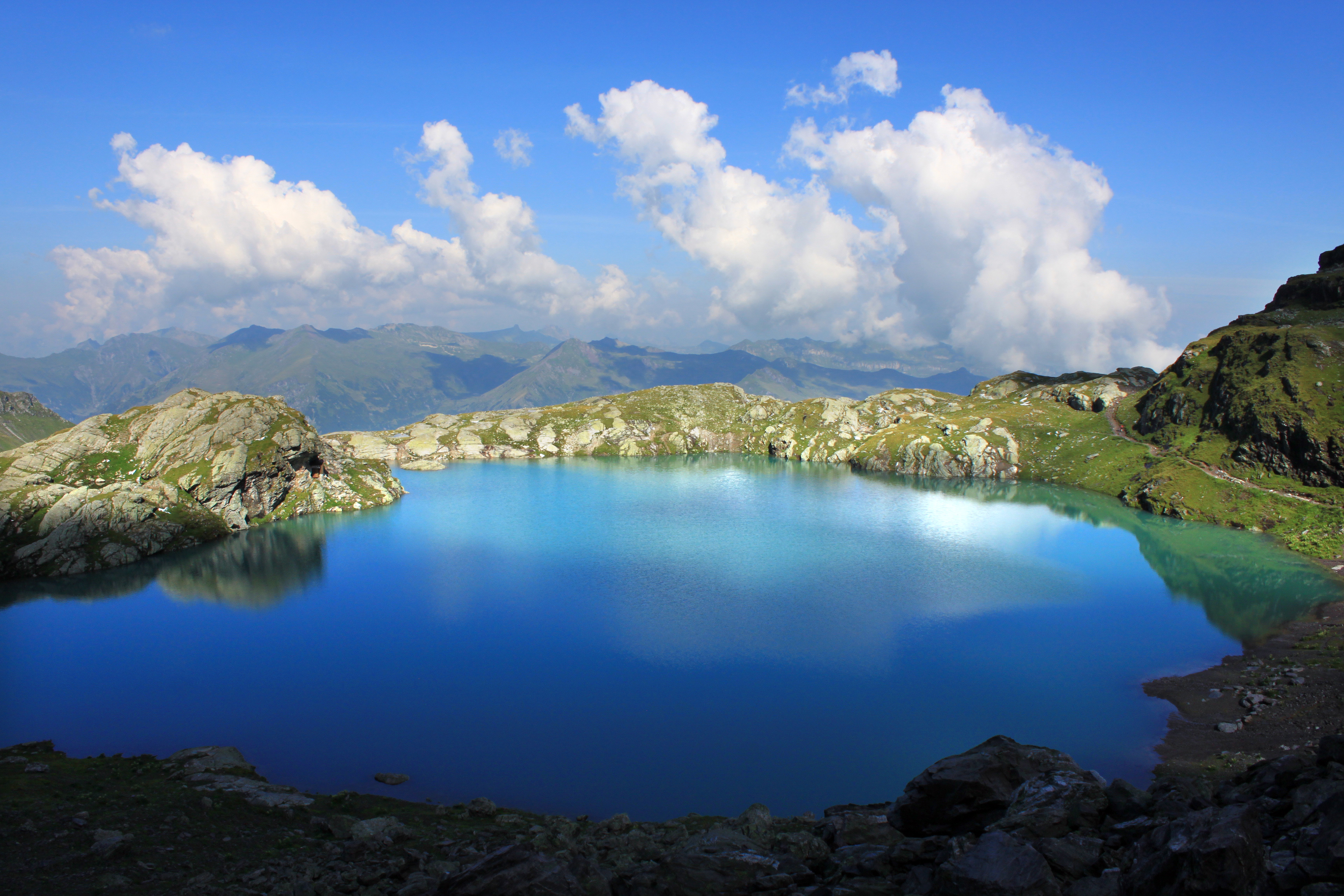
Озеро Шоттензее в горах
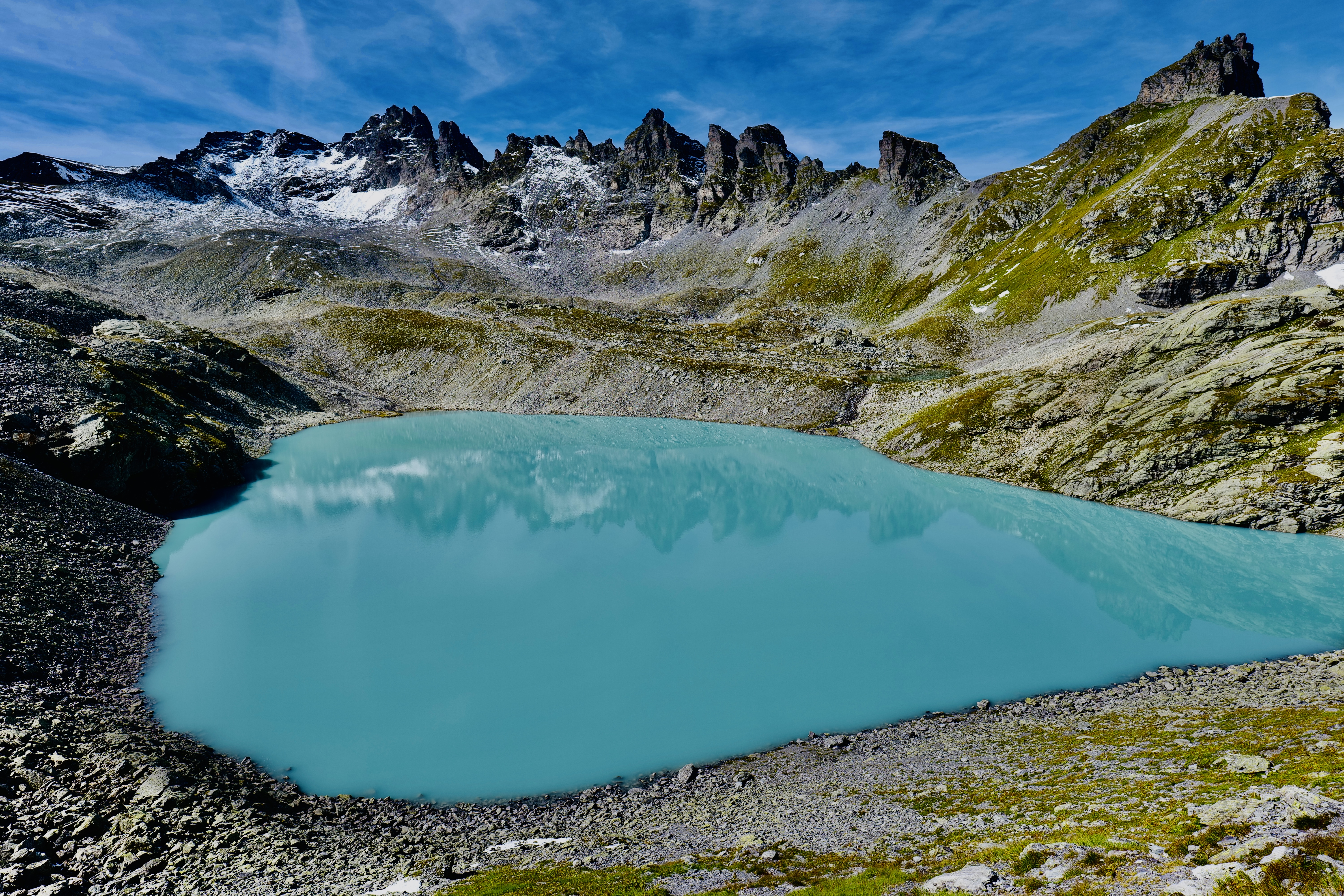
Озеро Вільдзее в горах, біля гори Піцол
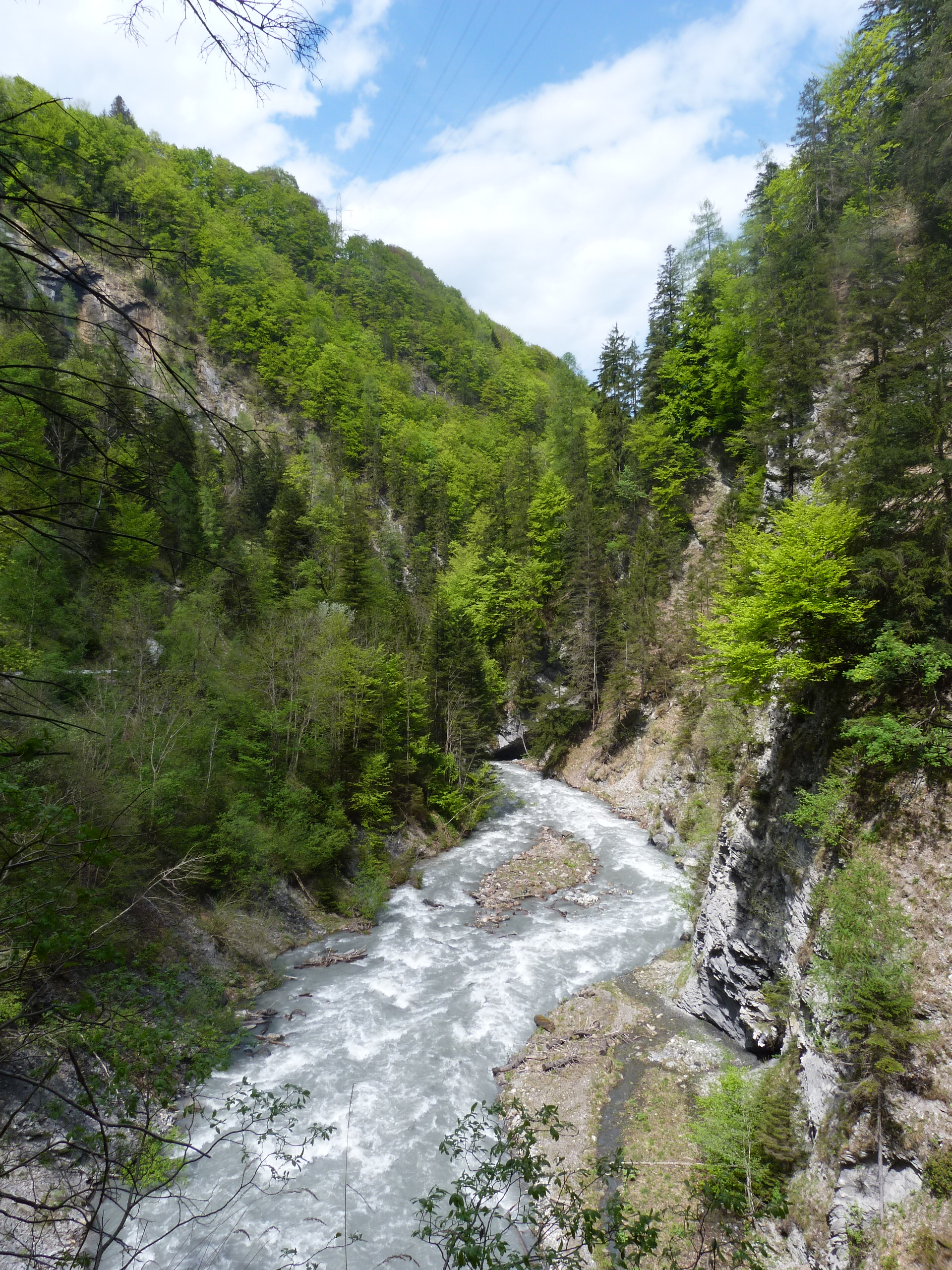
Річка Таміна в гірській ущелині